# Yes We Can

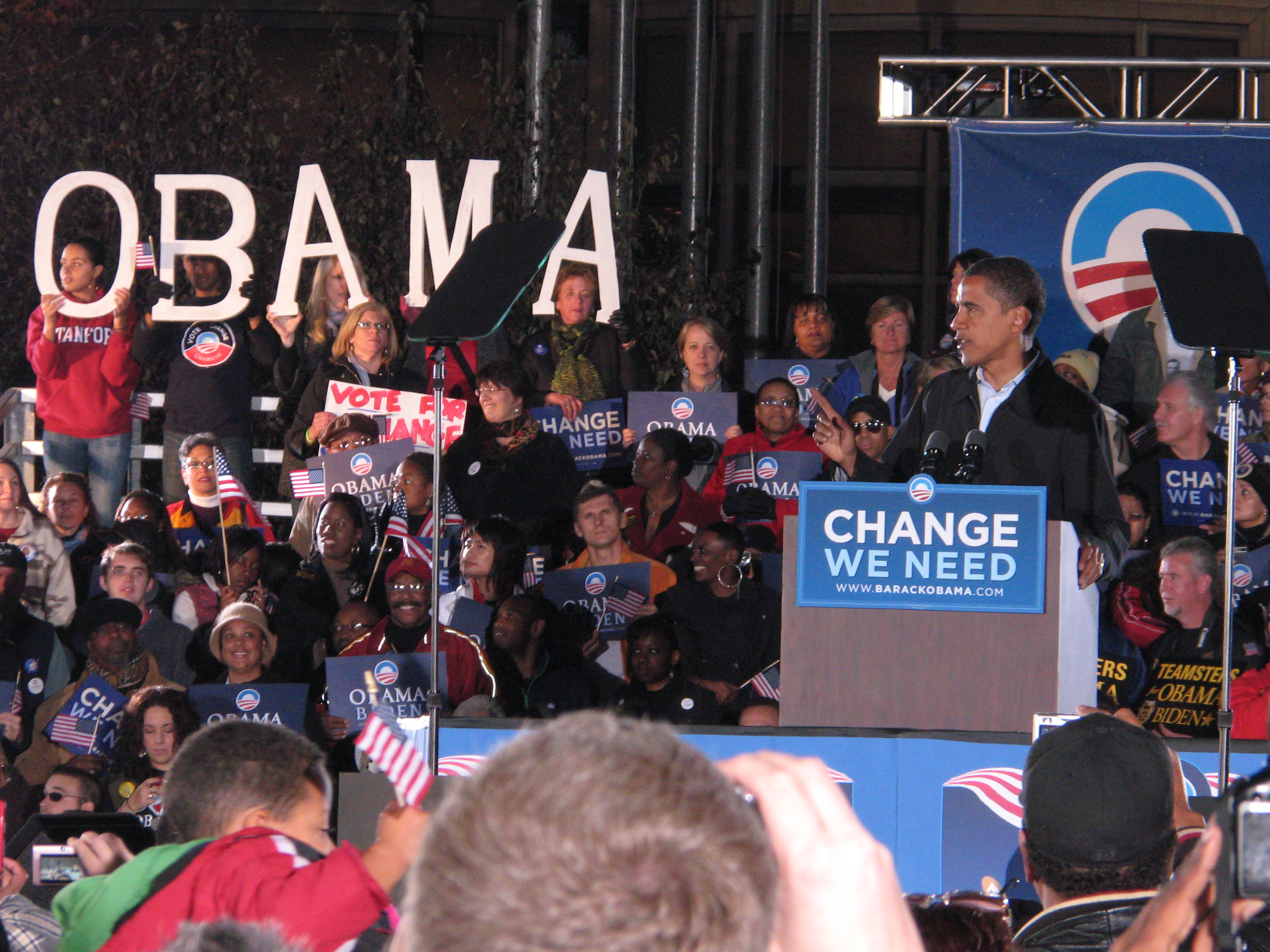
Obama auf der „Springsteen Rally“ in Cleveland (2008)

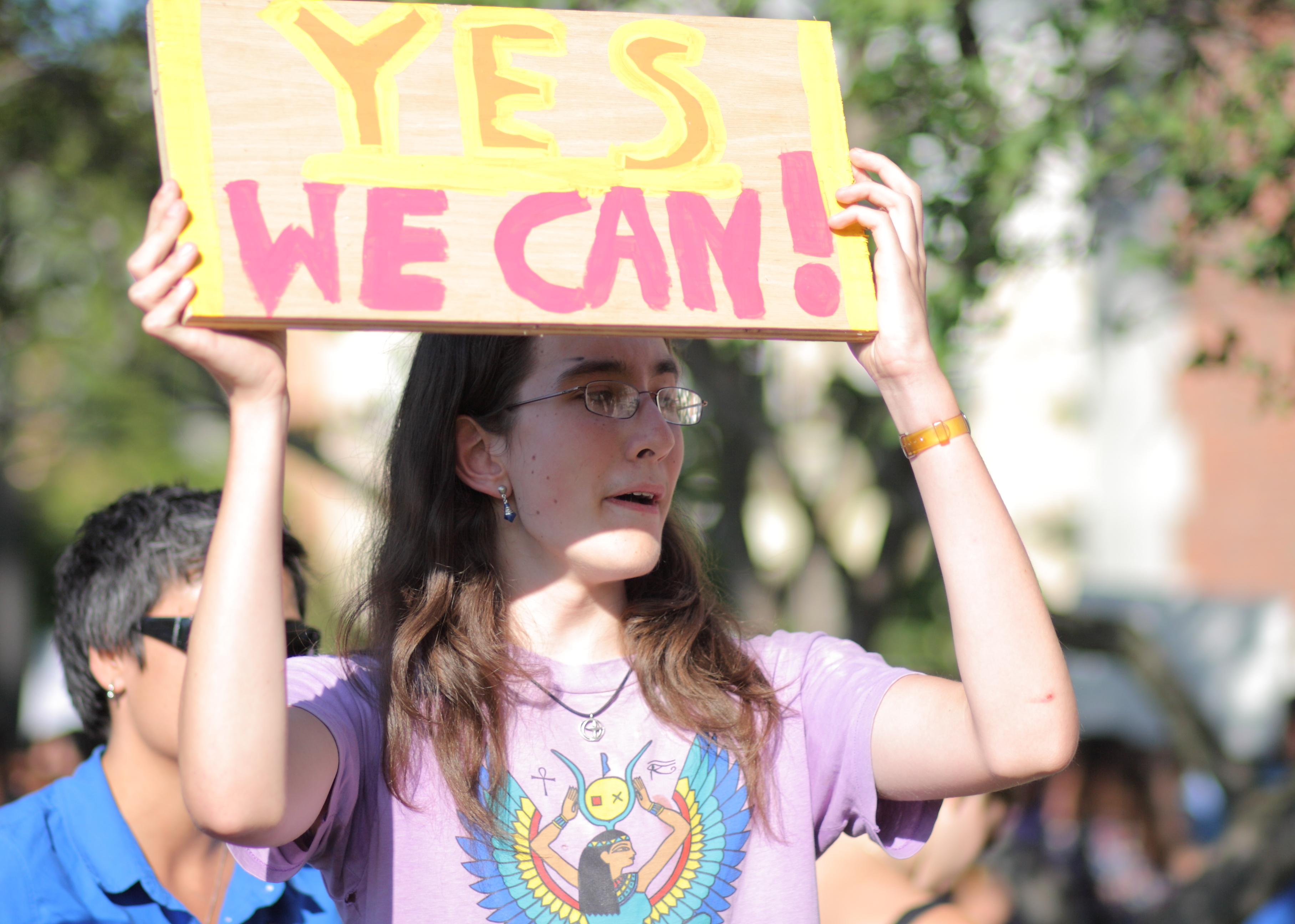
Junge Frau mit einem Schild „Yes we can“ zur Unterstützung der Gesundheitsreform (2009)

Yes We Can (englisch für „Ja, wir können“; sinngemäß „Ja, wir schaffen das“, auch: „Doch, das können wir“) war der Wahlkampf-Slogan des früheren US-Präsidenten Barack Obama. Er tauchte erstmals in einer Rede von Obama nach der Vorwahl im Bundesstaat New Hampshire am 8. Januar 2008 auf, bei der er die Zuhörer fragte, wie man die großen weltpolitischen Probleme lösen, ob man Gerechtigkeit, Wohlstand, Weltfrieden schaffen könne: Als Antwort wiederholte er immer wieder: „Yes, we can“. Zwar war dieser Wahlspruch ursprünglich nicht als Slogan gedacht (dies war eigentlich Change we can believe in), doch durch die hohe Popularität und die Verbindung, die die meisten Menschen zwischen „Yes, we can“ und Obama herstellen, wurde dieser Spruch danach im Wahlkampf hauptsächlich genutzt.
Der Slogan hat sein Vorbild in dem gewerkschaftlichen Kampfruf Yes we can, den 1972 die Landarbeiter-Gewerkschafter César Chávez und Dolores Huerta als Sí se puede geprägt hatten. Der Ausruf Yes we can! taucht außerdem auch in der englischen Version des Liedes von Bob der Baumeister auf, was Obama angeblich ebenfalls inspiriert haben soll. Die Beatles benutzen Yes we can in ihrem am 25. Juni 1967 veröffentlichten Lied All You Need Is Love am Ende des Liedtextes als Zwischenruf.

## Mediale Rezeption

### Musikvideo

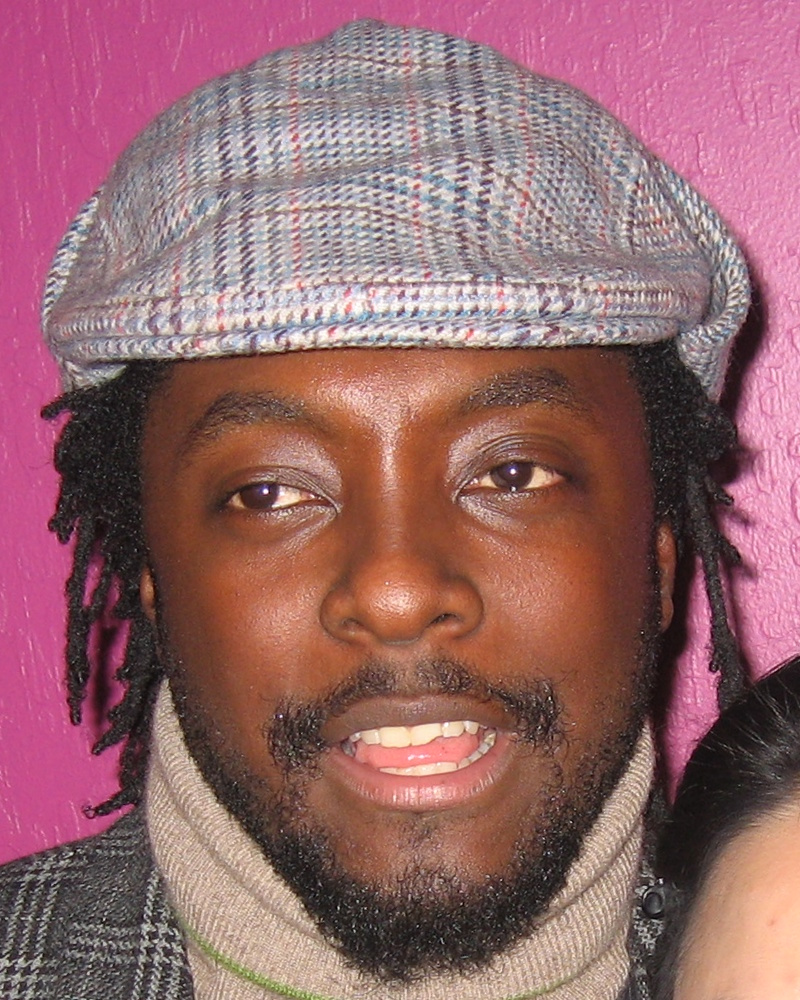
will.i.am, der Kopf hinter dem Lied Yes We Can (2007)

Der Slogan wurde unter anderem in einem gleichnamigen Lied verarbeitet, das am 2. Februar 2008 durch den Sänger will.i.am der Hip-Hop-Gruppe The Black Eyed Peas auf der Internetseite Dipdive.com veröffentlicht und gleichzeitig auf YouTube unter dem Benutzernamen WeCan08 eingestellt wurde und als Unterstützung von Obamas Präsidentschaftskandidatur dienen sollte.
Das Lied enthält Auftritte von 37 bekannten Stars, meist Musikern, Sängern, Schauspielern, aber auch einem ehemaligen Basketballspieler (Kareem Abdul-Jabbar), die Zitate aus Obamas Rede singen oder sprechen, verbunden mit Ausschnitten der Rede selbst. Das Lied wurde durch will.i.am produziert; für das Musikvideo führte Jesse Dylan Regie, der Sohn von Bob Dylan.
Obwohl der Text vollständig aus Zitaten von Obamas Rede besteht, hatte Obamas Wahlkampf-Team keinen Anteil am Zustandekommen des Liedes.
Das nur in Schwarz-Weiß gedrehte Viral-Video verarbeitet Obamas ursprünglich 13 Minuten lange New-Hampshire-Rede zu einer Art Collage von 4 Minuten und 30 Sekunden Länge. Die Darsteller wiederholen Obamas Worte als Chor in Hip-Hop- bzw. Call-and-Response-Technik, während seine Stimme im Hintergrund zu hören ist. Das Lied ist im Wesentlichen englischsprachig, mit Ausnahme der Übersetzungen für „Yes, we can“ auf Hebräisch (1:09 und 1:44, „ken, an(ach)nu yecholim“) und spanisch (1:17, „si, podemos“ und 1:57, „sí, se puede“), sowie in die Gebärdensprache American Sign Language (2:04).
Einen Tag nach der Vorstellung des Videos auf ABC am 1. Februar 2008 wurde es auf Obamas Website übernommen. Seit dem ursprünglichen Posting auf YouTube ist das Video dort mehrfach auch von anderen Benutzern gepostet worden. Bis zum 9. Februar 2008, 12:00 Uhr (Washingtoner Zeit), wurde es bereits mehr als 6,25 Millionen Mal aufgerufen. Mehr als 3,38 Millionen Mal wurde es auf Dipdive.com angeschaut – insgesamt ergibt dies in etwa einer Woche mehr als 9,64 Millionen Zugriffe. Auch europäische Medien wurden auf das Video aufmerksam.
2008 gewann das Video einen Emmy Award in der neu geschaffenen Kategorie New Approaches in Daytime Entertainment.
Folgende Personen treten in diesem Musikvideo auf. Der in der Liste hinter den Personen angegebene Zeitstempel gibt jeweils den Zeitpunkt ihres ersten Auftritts in der Version bei Dipdive.com an.
| - will.i.am – 0:01 - Scarlett Johansson – 0:05 - Kareem Abdul-Jabbar – 0:21 - Common – 0:23 - John Legend – 0:32 - Bryan Greenberg (Gitarre) – 0:37 - Kate Walsh – 0:44 - Tatyana Ali – 0:44 - Harold Perrineau Jr. – 0:49 - Aisha Tyler – 1:01 - Samuel Page – 1:03 - Enrique Murciano – 1:07 „Si, podemos“ (spanisch: Yes We Can) - Maya Rubin – 1:08 „Ken Annu Yecholim“ (hebräisch: Yes We Can) | - Esthero – 1:10 - Eric Balfour – 1:23 - Nicole Scherzinger – 1:30 - Taryn Manning – 1:41 - Amber Valletta – 1:52 - Auden McCaw (in Valettas Armen) – 1:52 - Kelly Hu – 1:52 - Adam Rodríguez – 1:56 „Sí se puede“ - Eric Christian Olsen – 2:02 - Sarah Wright – 2:02 - Shoshannah Stern – 2:04 (Gebärdensprache: American Sign Language) - Ed Kowalczyk (Gitarre) – 2:19 - Fonzworth Bentley (Violine) – 2:38 | - Amaury Nolasco – 3:24 - Hill Harper – 3:27 - Nick Cannon – 3:36 - Herbie Hancock (Klavier) – 3:41 - Johnathon Schaech – 3:45 - Austin Nichols – 3:50 - Tracee Ellis Ross – 4:00 - Fred Goldring (Gitarre) – 4:03 - Anson Mount - Alfonso Ribeiro - Cliff Collins - Vera Farmiga |

### „Yes We Scan“

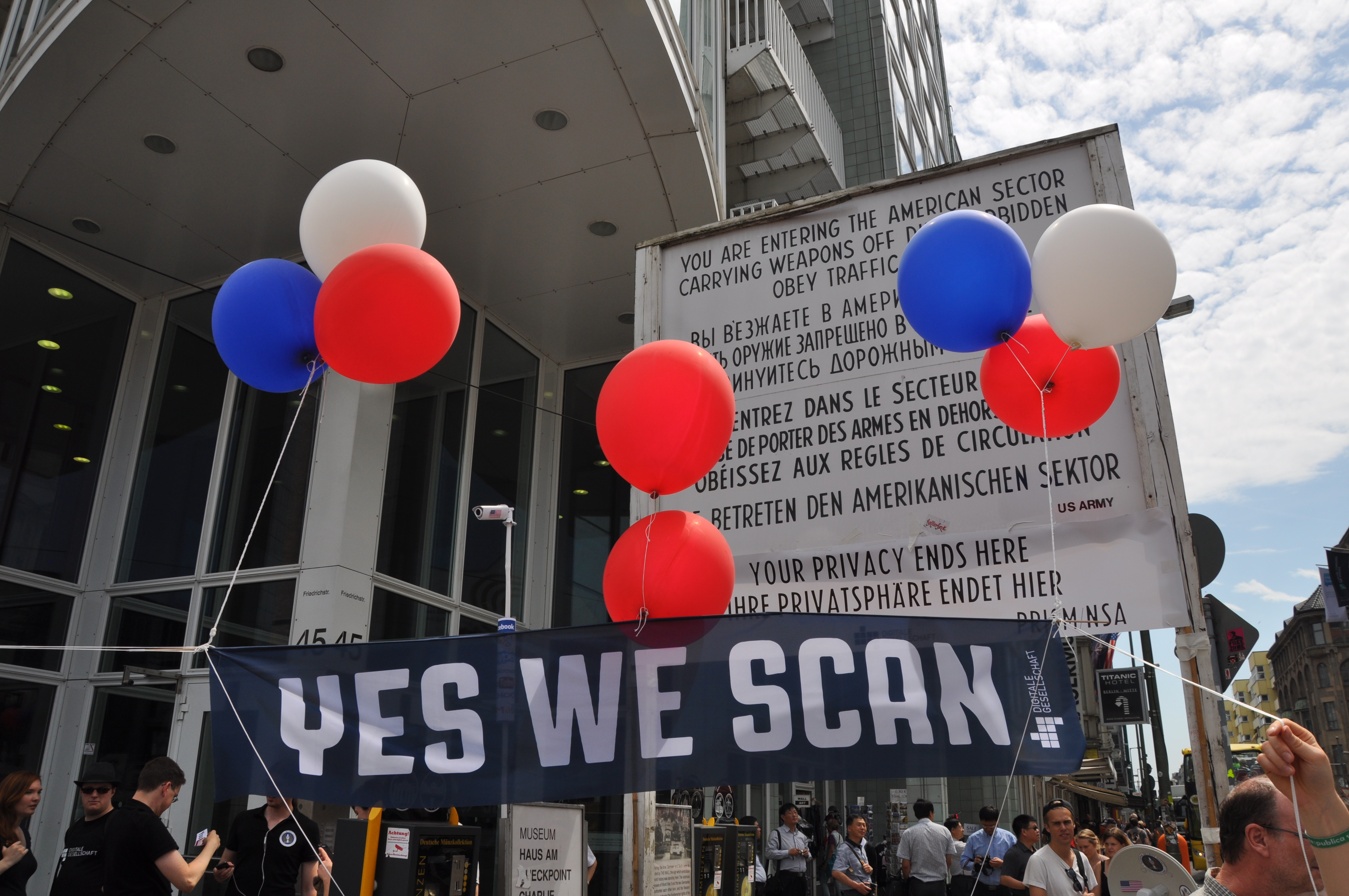
Banner mit „Yes We Scan“ bei einer Protestveranstaltung am Checkpoint Charlie

Nach Bekanntwerden des von der National Security Agency genutzten Überwachungsprogramms PRISM im Juni 2013 wurde der Slogan zu „Yes We Scan“ (deutsch: Ja, wir hören ab) verballhornt. In der Folge übernahmen zahlreiche andere Medien den Slogan, der später auch auf Protestversammlungen gegen die andauernde Datenüberwachung auf Schildern präsentiert wurde.
Der Verein Deutsche Sprache wählte die von Bild.de publizierte Schlagzeile „Yes We Scan“ am 27. November 2013 zur „Schlagzeile des Jahres“, da diese drei Worte besser als manche Leitartikel „die Enttäuschung vieler Europäer über die Überwachungsmanie der Obama-Regierung“ zusammenfassten. Am selben Tag protestierte René Walter, der Betreiber des Weblogs Nerdcore, gegen die Auszeichnung. Bild habe den Slogan nicht selbst formuliert, sondern diesen nachweislich nur Online-Medien entnommen. Nach eigener Aussage der Bild hat die Redaktion aus genau diesem Grund den Preis auch nicht angenommen.

## Sonstiges
Der Filmregisseur und Buchautor Michael Moore veröffentlichte zur Wahl 2008 sein Buch mit dem Originaltitel Mike’s Election Guide 2008, das beim Piper Verlag auf Deutsch mit dem Titel Yes, we can – Mikes ultimativer Wahlführer erschien.
Barack Obama beendete seine letzte Rede als Präsident mit diesen Worten.